# سامانثا موراي
سامانثا موراي (بالإنجليزية: Samantha Murray)‏ هي متسابقة خماسي حديث بريطانية، ولدت في 25 سبتمبر 1989 في برستون في المملكة المتحدة.

## وصلات خارجية
- سامانثا موراي على موقع الاتحاد الدولي للخماسي الحديث (الإنجليزية)
- سامانثا موراي على موقع أوليمبيديا (الإنجليزية)
- سامانثا موراي على موقع اللجنة الأولمبية البريطانية (الإنجليزية)